# Hong Kong Tennis Open 2017
Hong Kong Tennis Open 2017, oficiálně se jménem sponzora Prudential Hong Kong Tennis Open 2017, byl tenisový turnaj pořádaný jako součást ženského okruhu WTA Tour, který se odehrával na otevřených dvorcích Tenisového centra Victoria Parku s tvrdým povrchem Plexipave. Probíhal mezi 7. až 15. říjnem 2017 v čínském Hongkongu. Od svého založení v roce 1980 představoval osmý ročník události.
Turnaj s rozpočtem 500 000 dolarů patřil do kategorie WTA International Tournaments. Nejvýše nasazenou hráčkou ve dvouhře se stala světová čtyřka Elina Svitolinová z Ukrajiny. Jako poslední přímá účastnice do dvouhry nastoupila 150. hráčka žebříčku Lizette Cabrerová z Austrálie.
Třetí sezónní, a celkově jedenáctý, singlový titul na okruhu WTA Tour vybojovala Ruska Anastasija Pavljučenkovová, když k finálové výhře potřebovala 3.11 hodin. Deblovou trofej obhájil sesterský pár Tchajwanek Chao-čching a  Jung-žan Čanových, které  získaly jubilejní desátou společnou trofej.

## Distribuce bodů a finančních odměn

### Distribuce bodů
| Soutěž  | vítězky | finalistky | semifinalistky | čtvrtfinalistky | 16 v kole | 32 v kole | Q  | Q2 | Q1 |
| ------- | ------- | ---------- | -------------- | --------------- | --------- | --------- | -- | -- | -- |
| dvouhra | 280     | 180        | 110            | 60              | 30        | 1         | 18 | 12 | 1  |
| čtyřhra | 280     | 180        | 110            | 60              | 1         | —         | —  | —  | —  |

### Finanční odměny
| Soutěž                              | vítězky  | finalistky | semifinalistky | čtvrtfinalistky | 16 v kole | 32 v kole | Q2     | Q1   |
| ----------------------------------- | -------- | ---------- | -------------- | --------------- | --------- | --------- | ------ | ---- |
| dvouhra                             | $111 164 | $55 324    | $29 730        | $8 898          | $4 899    | $3 026    | $1 470 | $865 |
| čtyřhra                             | $17 724  | $9 222     | $4 950         | $2 623          | $1 383    | —         | —      | —    |
| částka ve čtyřhře je uvedena na pár |          |            |                |                 |           |           |        |      |

## Ženská dvouhra

### Nasazení
| Stát                         | Hráčka                     | WTA | Nasazení |
| ---------------------------- | -------------------------- | --- | -------- |
| Ukrajina                     | Elina Svitolinová          | 3.  | 1.       |
| USA                          | Venus Williamsová          | 5.  | 2.       |
| Dánsko                       | Caroline Wozniacká         | 6.  | 3.       |
| Polsko                       | Agnieszka Radwańská        | 11. | 4.       |
| Rusko                        | Jelena Vesninová           | 20. | 5.       |
| Rusko                        | Anastasija Pavljučenkovová | 21. | 6.       |
| Austrálie                    | Darja Gavrilovová          | 22. | 7.       |
| Čína                         | Čang Šuaj                  | 26. | 8.       |
| Žebříček WTA k 2. říjnu 2017 |                            |     |          |

### Jiné formy účasti
Následující hráčky obdržely divokou kartu do hlavní soutěže:
- Lee Ya-hsuan
- Elina Svitolinová
- Jelena Vesninová
- Čang Ling

Následující hráčka nastoupila pod žebříčkovou ochranou:
- Misa Egučiová

Následující hráčky postoupily z kvalifikace:
- Šúko Aojamová
- Jacqueline Caková
- Valentini Grammatikopoulouová
- Alexa Guarachiová
- Priscilla Honová
- Miju Katová

### Odhlášení
před zahájením turnaje
- Catherine Bellisová → nahradila ji  Čang Kchaj-čen
- Johanna Kontaová → nahradila ji  Zarina Dijasová
- Aleksandra Krunićová → nahradila ji  Luksika Kumkhumová
- Kristina Mladenovicová → nahradila ji  Risa Ozakiová
- Kristýna Plíšková → nahradila ji  Nicole Gibbsová
- Sloane Stephensová → nahradila ji  Misa Egučiová
- Heather Watsonová → nahradila ji  Lizette Cabrerová
- Čeng Saj-saj → nahradila ji  Kurumi Narová

## Ženská čtyřhra

### Nasazení
| Stát                                                                     | Hráčka            | Stát             | Hráčka          | WTA | Nasazení |
| ------------------------------------------------------------------------ | ----------------- | ---------------- | --------------- | --- | -------- |
| Čínská Tchaj-pej                                                         | Čan Chao-čching   | Čínská Tchaj-pej | Čan Jung-žan    | 16. | 1.       |
| Japonsko                                                                 | Šúko Aojamová     | Čína             | Jang Čao-süan   | 61. | 2.       |
| Japonsko                                                                 | Makoto Ninomijová | Česko            | Renata Voráčová | 73. | 3.       |
| Japonsko                                                                 | Eri Hozumiová     | Japonsko         | Miju Katová     | 82. | 4.       |
| Žebříček WTA k 2. říjnu 2017; číslo je součtem umístění obou členek páru |                   |                  |                 |     |          |

### Jiné formy účasti
Následující páry obdržely divokou kartu do hlavní soutěže:
- Katherine Ipová /  Čang Ling
- Ng Kwan-yau /  Wu Ho-ching

## Přehled finále

### Ženská dvouhra
- Anastasija Pavljučenkovová vs.  Darja Gavrilovová, 5–7, 6–3, 7–6(7–3)

### Ženská čtyřhra
- Čan Chao-čching /  Čan Jung-žan vs.   Lu Ťia-ťing /  Wang Čchiang, 6–1, 6–1